# Квинтано
Квинтано (итал. Quintano) је насеље у Италији у округу Кремона, региону Ломбардија.
Према процени из 2011. у насељу је живело 903 становника. Насеље се налази на надморској висини од 88 м.

## Становништво
| 1931. | 1936. | 1951. | 1961. | 1971. | 1981. | 1991. | 2001. | 2011. |
| ----- | ----- | ----- | ----- | ----- | ----- | ----- | ----- | ----- |
| 425   | 432   | 461   | 399   | 442   | 458   | 557   | 702   | 910   |